# Ferdinand Babić
Ferdinand Babić (Ravna Gora, 1827. – 1894.), hrvatski katolički svećenik i književnik. Pisao je pjesme, novele i pripovijetke.

## Životopis
Rodio se u Ravnoj Gori 1827. godine. U Senju je na filozofsko-teološkom učilištu studirao teologiju od 1846. do 1850. godine. Dvije pjesničke tvorevine Ferdinanda Babića većeg su obujma: Spomenik gradu Bakru i Nikola Jurišić. Umro je 1894. godine. Prva knjiga sabranih djela tiskana mu je mnogo poslije njegove smrti, 1995. godine. Za objavu djela najviše je zaslužan Milan Nosić.